# Josep Tapiró i Baró
Josep Tapiró i Baró (Reus, el Baix Camp, 7 de febrer de 1836 - Tànger, el Marroc, 4 d'octubre de 1913) fou un pintor català, conegut per les aquarel·les amb què retratà persones de Tànger.
Es va formar a Reus i Barcelona coincidint amb el també reusenc Marià Fortuny. Gràcies a nombrosos viatges a través d'Europa entre 1863 i 1870, consolidà el seu estil, compartint temàtica amb el seu amic. Van viatjar junts al Marroc per primera vegada el 1871, un fet decisiu en la vida dels dos artistes. Quan Fortuny va morir, Tapiró va decidir instal·lar-se a Tànger el 1877, on va romandre més de trenta anys, fins a la seva mort el 1913. A Tànger on s'especialitzà definitivament en la tècnica de l'aquarel·la, especialment retrats i escenes d'interior de la vida marroquina.
La seva pintura va evolucionar per tres períodes estilístics diferents. Una pintura de joventut vinculada a la seva formació bàsica a Reus i Barcelona; una fase de consolidació amb pintura romàntica durant la seva estada a Roma on va començar a adquirir un cert reconeixement. Per acabar, després de la mort d'aquest i el seu trasllat definitiu a Àfrica, començà la fase més madura i de major transcendència internacional, amb el seu orientalisme. Fou una figura cabdal en conformar una aproximació real al món marroquí, ja que va viure quasi tota la seva vida professional a Tànger.

## Biografia

### Formació i primers anys a Reus

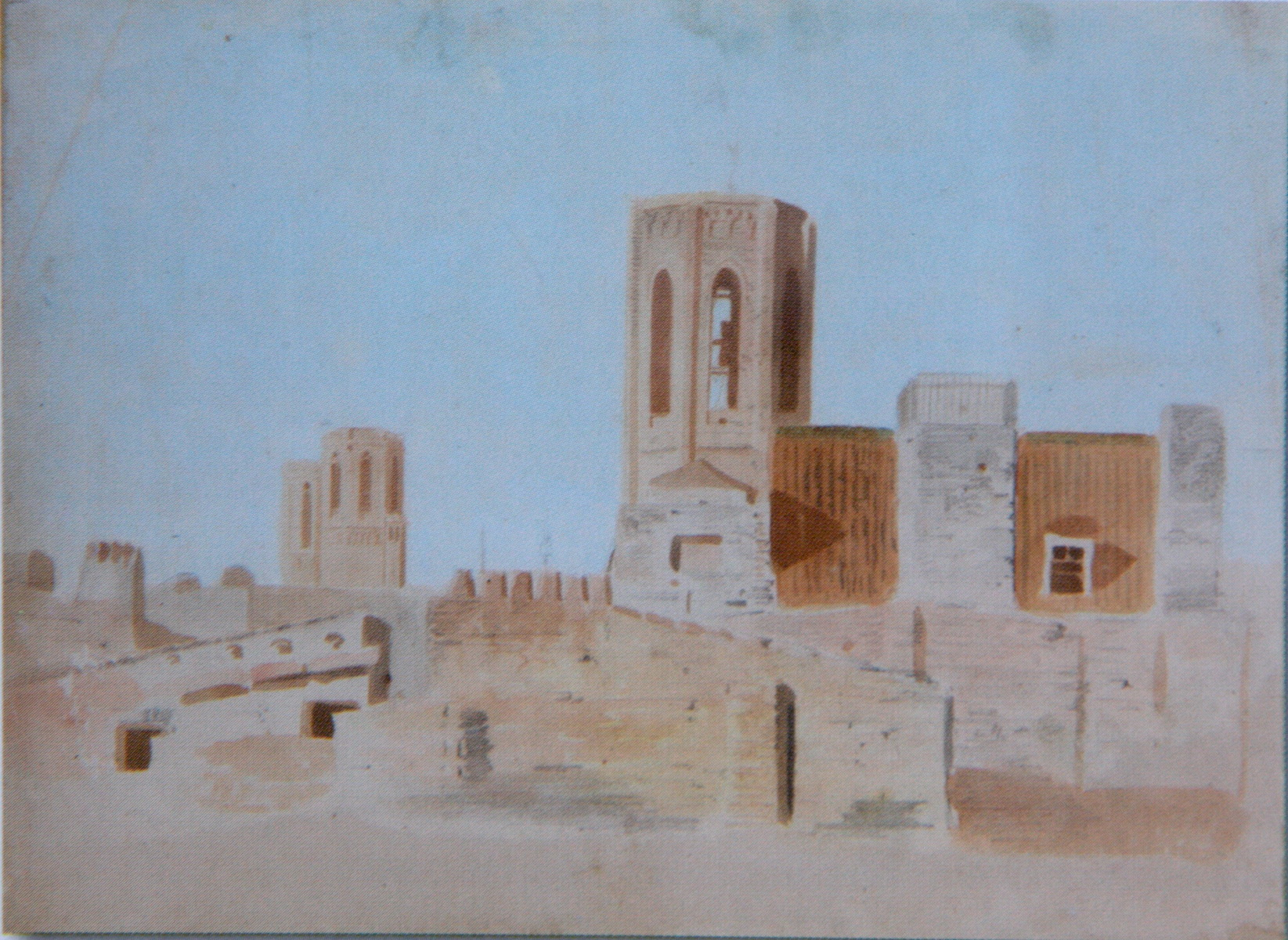
Vista dels terrats del Raval des de la seva finestra mentre estudiava a Barcelona

Va néixer a Reus el 7 de febrer de 1836 al número 6 del carrer Sant Pere d'Alcàntara, actual carrer Llovera número 10. Els seus pares, Josep Tapiró i Teresa Baró eren propietaris d'una ferreteria. S'havien casat el 3 de març de 1835 i van tenir nou fills, dels quals quatre van morir nadons; els altres cinc eren: l'artista, que n'era el primogènit, Francesc, Teresa, Dolors i Francesca.
Josep Tapiró va tenir una infantesa plàcida, estudiant i ajudant al comerç familiar mentre manifestava una clara inclinació pel dibuix. A la seva joventut percebia l'ofici de pintor com una vocació i una sensibilitat artística que porta cap al bé i la bellesa. En aquella època, l'ofici d'artista s'escollia per vocació, com un ideal, una elecció espiritual de generositat, sense aspectes heroics.

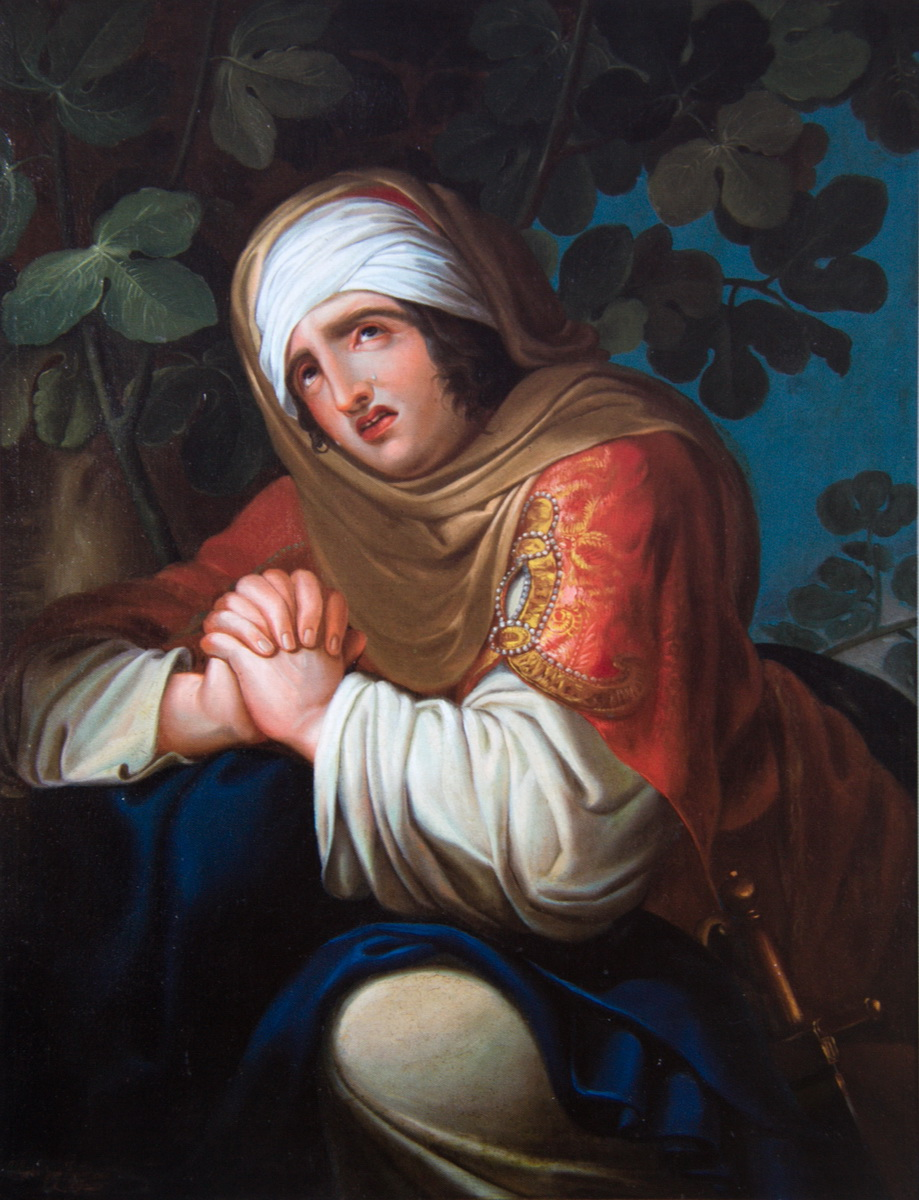
El Sant Agustí que va presentar a la primera exposició, a Reus

Estudià dibuix i pintura en companyia del seu amic d'infantesa Marià Fortuny, primer a Reus l'any 1849 sota la direcció del pintor afeccionat local Domènec Soberano (1825 - 1909). El juny de 1853, els dos joves artistes van tenir l'oportunitat de participar en la primera exposició artística col·lectiva organitzada pel Casino de Reus, a la qual Tapiró va presentar quatre olis: Retrat, Sagrada Família, Sant Agustí i Un pagès.
A la tardor de 1853 Tapiró marxà a estudiar a Barcelona i s'instal·là al carrer Robadors número 5. Es va inscriure a l'Escola de Belles Arts de Barcelona, en aquell moment sota la direcció del retratista Vicenç Rodés (1791-1858). Va esdevenir deixeble del professor i pintor natzarenista Claudi Lorenzale (1815-1889), d'Agustí Rigalt i de Pau Milà i Fontanals. Els primers dibuixos d'aquesta època són apunts d'estil lineal amb temes històrics, religiosos i vistes arquitectòniques medievals, com ara castells, claustres o finestres gòtiques.
L'any 1857, Fortuny, Portusach, Nicolau i ell mateix es van presentar a la beca per anar a Roma a l'Acadèmia Provincial de Belles Arts. La prova era una representació de Ramon Berenguer III clavant l'ensenya a la torre del castell de Fos. El jurat, format pels professors de la Llotja Lorenzale, Batlle, Roca, Rodés i Rigalt, va considerar unànimement que la millor obra era la de Fortuny, qui va guanyar i es va traslladar a Roma, on va estar fins al 1860. Tapiró va marxar a Madrid en el curs 1858-1859 on es va matricular a l'Escuela Superior de Pintura y Grabado i a l'acadèmia particular de Federico de Madrazo, de qui deia ser deixeble quan es presentava a alguna exposició. El 1860 va tornar cap a Barcelona i junt amb Antoni Cuyàs i Rovira van preparar la decoració per la façana del Palau de la Generalitat per rebre triomfalment als voluntaris catalans de la guerra d'Àfrica.

### Estada a Roma

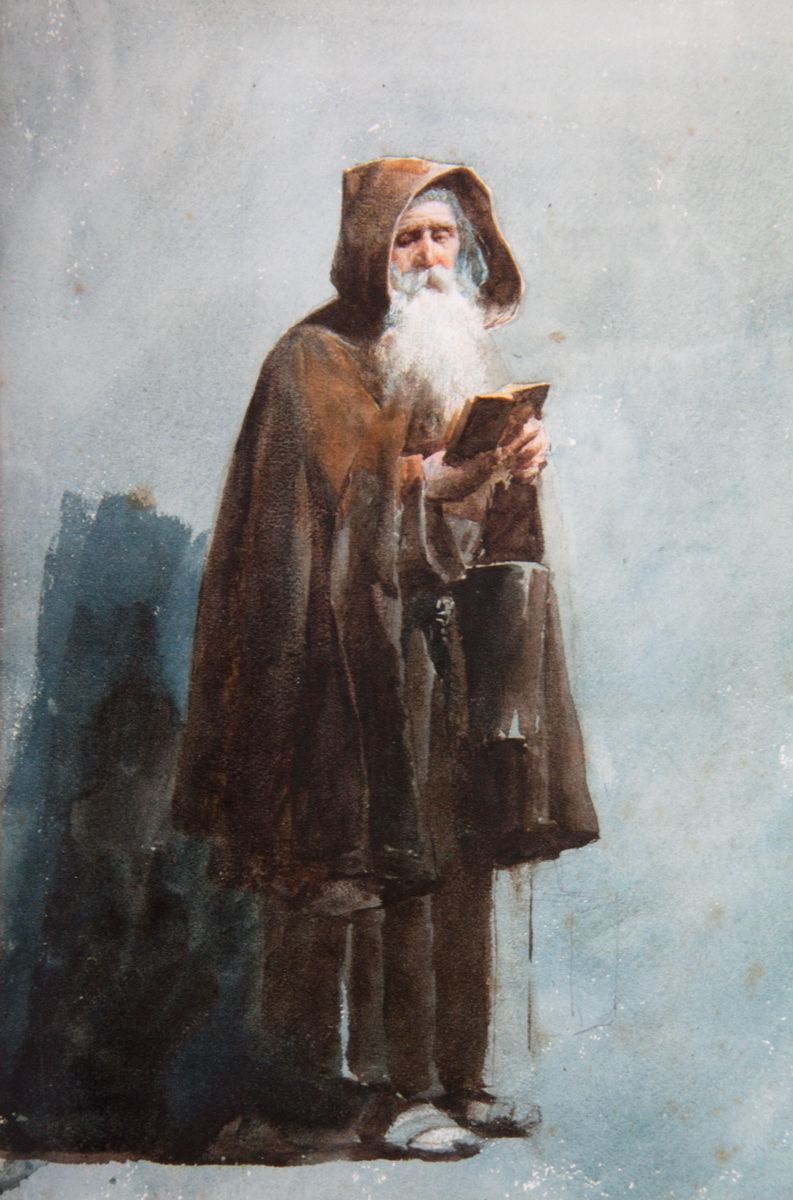
Frare captaire (1860s)

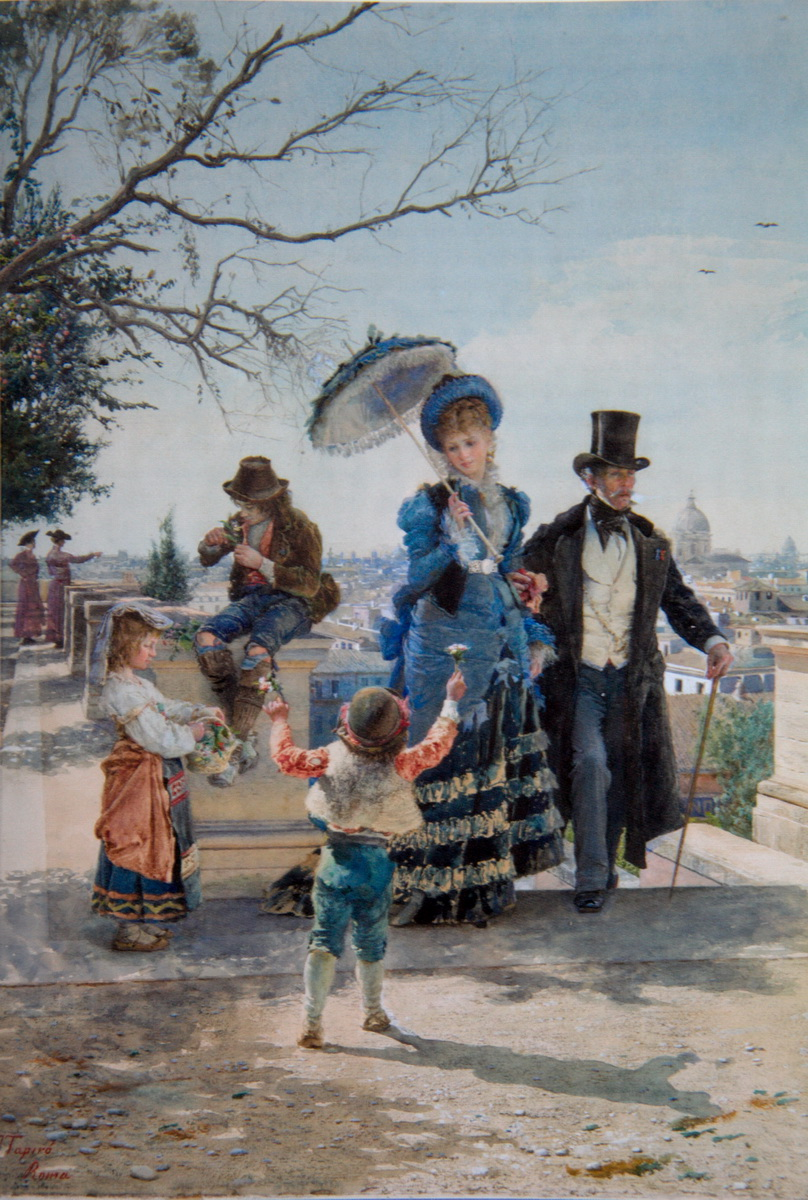
Roma (1860s)

L'any 1862 va dissenyar i dirigir els Jardins de l'Euterpe de Reus i va marxar a Roma on el seu amic Fortuny li va facilitar la seva instal·lació i el va integrar al seu cercle d'amics, entre els que hi figuraven Rosales, Moragas i, més tard, Pellicer que es reunien a l'Antico Caffè Greco.
Des de Roma, ell i el seu amic viatgen plegats a Nàpols i Florència per a estudiar els grans clàssics. Entra en contacte amb la comunitat d'artistes espanyols i comparteix taller amb els pintors Moragas, Agrassot i el mateix Fortuny al palau Barromeu de la via Flamínia. En aquest període comparteix també pis al número 25 de la via Avignonesi i a l'antic palau Campanne, si bé Tapiró finalment se'n va anar a viure sol al 75 de la via Sixtina.
Assisteix a classes nocturnes a l'acadèmia de Giggi Talarici, un dels models més reconeguts dels artistes romans. S'especialitzà en la disciplina de l'aquarel·la, tècnica en la qual va esdevenir un gran mestre. Les obres de l'època romana són de temàtica costumista i descriuen l'ambient popular romà. Com també faria més tard amb la pintura de temàtica africana, és un treball detallista, en què apareixen personatges populars: camperols, indigents, religiosos, dames, dones amb vestits tradicionals... Aquestes obres van tenir un notable èxit entre els marxants i els visitants de Roma, que s'enduien una visió pintoresca de la ciutat.
La seva pintura de la segona meitat dels anys 1860 segueix afinitats temàtiques amb Fortuny com en el cas del Frare pidolant al Museu del Prado i el Calabrès al MNAC. Fins i tot segueix el deixant estilístic del seu amic, amb una factura més treballada i acurada, més colorista, però menys espontània, amb alguns trets identificables amb el luminisme de Domenico Morelli. Treballava temes d'època, una moda iniciada per Ernest Meissonier i que tenia alta demanda entre marxants i visitants. I també, com era costum en els pintors del final del XIX, va realitzar alguna obra més ambiciosa amb escenes històriques, que resultaven més apropiades per presentar a concursos oficials espanyols. Un exemple és Arribada dels dos poetes a la novena fossa inspirada en la Divina Comèdia amb la qual va obtenir una menció a l'exposició de l'Acadèmia de Belles Arts de Barcelona de 1866, on es conserva actualment.
De mica en mica es va consolidant la seva posició professional, tal com li va explicar en una carta al seu mestre barceloní Claudi Lorenzale el 1869, on li explicava «..haig de preparar algunes aquarel·les per si venen forasters, perquè cada hivern ho venc tot».
El 1871 interromp l'estada a Roma per tornar a Reus després de passar per Madrid per portar unes aquarel·les a l'establiment del litògraf Marquerie. Després de passar l'estiu a casa seva, es va traslladar a Granada per visitar Fortuny i el fill que havia tingut. Tots dos decideixen fer un viatge a Tànger junt amb el pintor Bernat Ferrandis a qui van recollir en passar per Màlaga.
Va continuar residint a Andalusia fins a juny de 1872 quan retorna a Roma acompanyat de Fortuny. Durant el viatge en tren van fer escala a Madrid i Vitòria, on un escamot de carlins va sabotejar la via del tren. Van fer parada a Niça on van visitar el col·leccionista suís Walter Fol, mecenes habitual dels pintors novells a Roma.
El 1873 va exposar al Cercle Artístic Internacional de Roma, on presenta les primeres obres d'estil orientalista.
L'any següent va exposar a la Pall Mall Picture Gallery de Londres l'obra Nens italians jugant a soldats. L'octubre d'aquell mateix any, va viatjar amb Fortuny, Bernat Ferrandis i Ricardo Madrazo a Revello a la recerca d'antiguitats, i van aprofitar per passar per Amalfi.

### Trasllat a Tànger

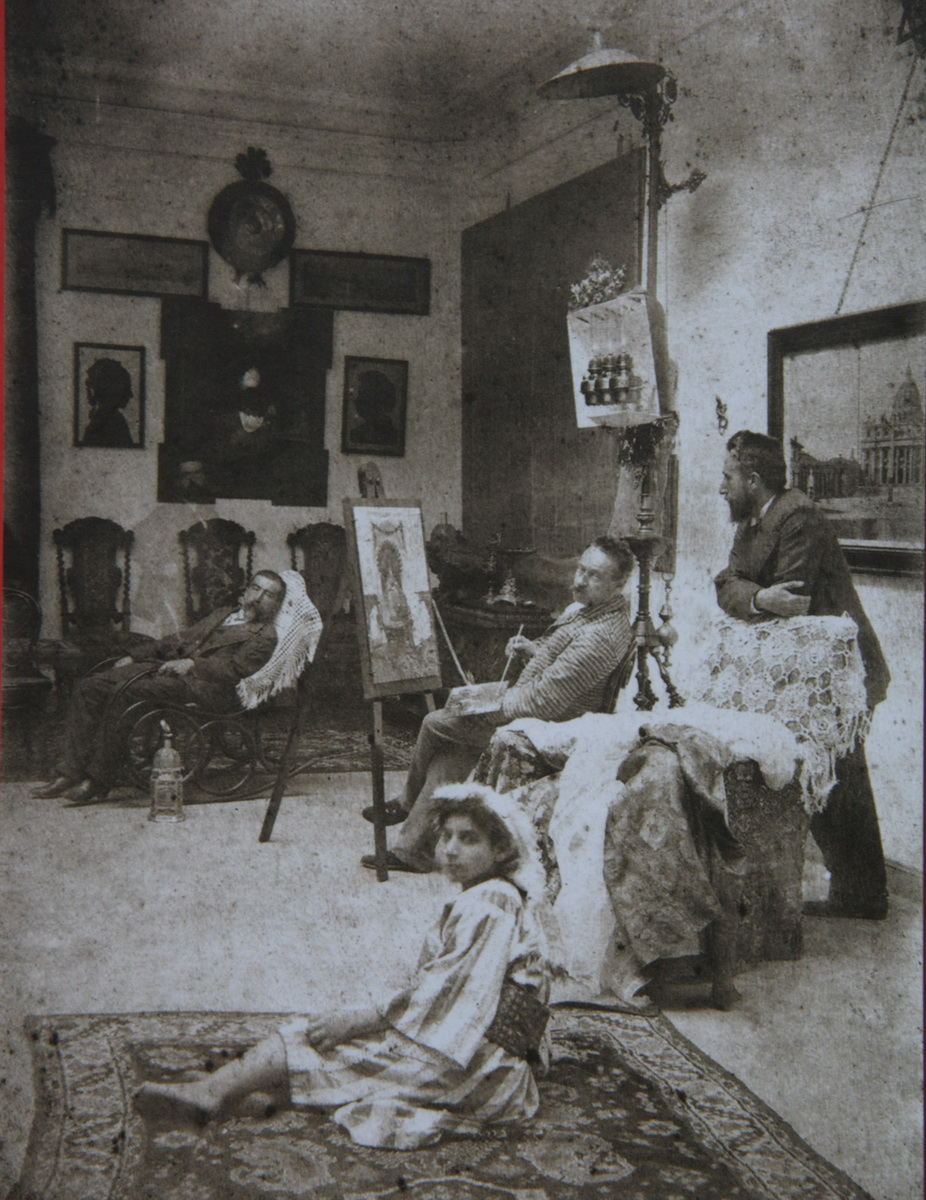
Estudi a Tànger (1892) amb Llovera darrere seu, a la dreta

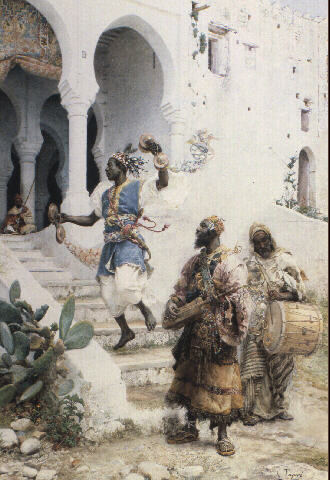
Músics Gnawa (1890s)

La mort sobtada de Fortuny va suposar per Tapiró una forta commoció que va influir en la decisió de deixar Roma tot i portar vivint a la ciutat quinze anys i haver-s'hi consolidat com a pintor aquarel·lista. Així, el 1876 Tapiró va acompanyar una missió diplomàtica que s'havia d'entrevistar amb el soldà Mulay Hassan i un cop allí, decideix instal·lar-se a la ciutat africana, més concretament, en una casa de nova planta al número 4 de la plaça de la Fuente Nueva, al bell mig de la medina tangerina on va ubicar el seu estudi, i on romandrà fins a la seva mort.
Comença un període en què combina les estades a Tànger durant l'hivern, viatjant a Londres en primavera per a vendre la seva producció i unes setmanes a l'estiu amb la seva família a Reus.
En el darrer quart de segle xix, Tapiró realitza exposicions cada any a Europa, principalment a Londres, però també a París, Roma, Berlín i Viena. Fora d'Europa va estar present a exposicions a Sant Petersburg, Montréal, Norwich i als Estats Units a la cèlebre galeria del multimilionari Vanderbilt, qui en tenia cinc aquarel·les.
Les seves obres foren considerades entre el bo i millor del gènere orientalista en el mercat artístic internacional, amb una elevada cotització a les galeries més prestigioses de Londres. A Tànger ben aviat fou considerat un personatge il·lustre, cosa que li facilitava l'accés als models i la venda d'obres. El seu taller era un lloc de visita obligada pels afeccionats a l'art i fins i tot va donar nom al carrer on s'ubicava a finals del segle xix, en reconeixement del seu prestigi.
El 21 de juny de 1886 es casa, a l'església de la Puríssima de Tànger, amb Maria Manuela Valerega Cano, natural de Tànger de pare italià. Ell tenia cinquanta anys i la seva esposa vint-i-set. La parella va adoptar Mesod Benitah, un nen jueu fill d'una amiga de Maria Manuela que havia mort deixant el nen orfe.
Aquell any rep les crítiques de La Época, Francisco Alcántara Jurado, que considerava la seva pintura inexpressiva i mecànica. Tapiró era insensible a les crítiques i tan sols li interessava perseverar en el seu llenguatge pictòric.
A partir de 1905 el seu ascens professional s'atura i comencen els problemes econòmics. Als seus seixanta anys, va començar a tenir problemes de salut de tipus respiratori i cardíacs i es veu obligat a fer repòs. La inactivitat li impedeix viatjar per vendre la seva obra, una limitació que va durar prop de cinc anys. Aquest problema es va agreujar per la caiguda de les visites i turistes que anaven a la ciutat a causa del clima d'inseguretat generat pels aldarulls rebels de Bu Hmara i Ahmed al-Raisuni.
L'empenta del pintor fa que planti cara a la situació traslladant-se el 1907 amb la seva dona a Madrid amb part de la seva obra per exposar-la en un pis que va llogar al centre de la ciutat. Aprofita l'estada per presentar-se a l'exposició del Círculo de Bellas Artes, entitat de la qual va ser nomenat membre d'honor.

### Mort
Els problemes cardio-respiratoris que el van tenir apartat de l'activitat uns anys abans, van ser la causa de la seva mort el 4 d'octubre de 1913, a la una de la matinada a la ciutat de Tànger. Va ser una notícia molt sentida entre la població local, amb un ampli ressò als mitjans locals.. El seu marmessor, l'advocat Cándido Cerdeira, va iniciar una col·lecta entre la població tangerina per a fer un monument en la seva memòria a la ciutat. Es va realitzar una màscara mortuòria en escaiola del seu cap i de la seva mà dreta que es conserven al Museu d'Art i Història de Reus.
El seu estudi, amb moltes de les seves obres, va quedar obert durant uns anys com a museu regentat pel seu fill adoptiu. La seva esposa va donar a l'Ajuntament de Reus dos quadres com a record de qui va ser fill de la ciutat. Va ser enterrat a Tànger.
A partir de 1921, a Reus comencen a sortir veus que exigien un reconeixement públic per part de la ciutat. Reclamaven una placa commemorativa, una estàtua i, fins i tot, el trasllat del seu cos per a ser enterrat al costat del seu amic Marià Fortuny. Finalment, les seves despulles es van traslladar al cementiri de Reus l'any 1947. La seva ciutat el va declarar fill il·lustre i li ha dedicat un carrer i la seva casa natal té una placa que així ho indica.

## Relació amb Marià Fortuny

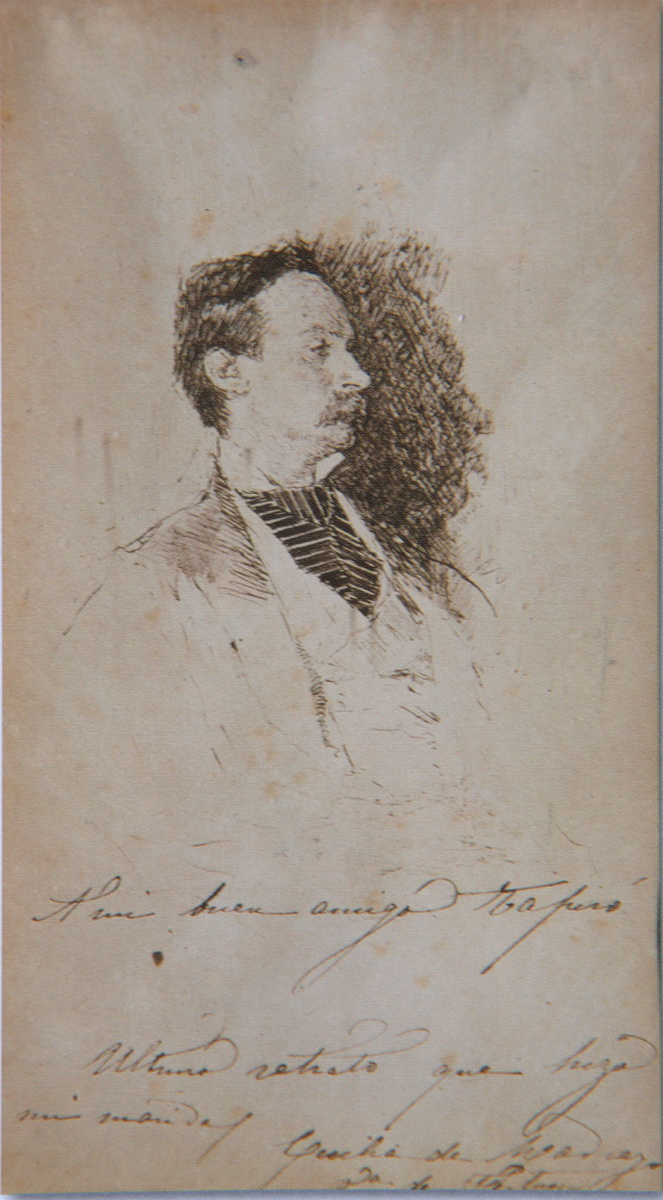
Darrer retrat de Marià Fortuny amb la imatge de Tapiró

La seva relació d'amistat forjada des de ben joves a les primeres classes de pintura a Reus, va continuar a Barcelona, on Tapiró va salvar Fortuny de morir ofegat en caure al port mentre estava pintant.
Van compartir formació i mestres, Soberano, Lorenzale i Rigalt. Van viatjar junts a través d'Europa entre 1863 i 1870 i van compartir taller-estudi a Roma. L'amistat amb Fortuny li va obrir les portes als galeristes i marxants d'art més prestigiosos de l'època, com Adolphe Goupil, de manera que Tapiró, tot i compartir temàtica amb el seu amic,
anava consolidant el seu estil, especialment a partir de 1870 quan més destaquen els canvis en els seus respectius estils artístics.
Al seu primer viatge a Tànger amb el seu amic Marià Fortuny i Marsal el 1871 va començar a reflectir les escenes del Magrib.
Fortuny hi havia estat uns anys abans per a realitzar l'encàrrec de La Batalla de Tetuan, una obra èpica sobre la guerra d'Àfrica, però no va ser la guerra sinó la llum i l'exotisme del Magrib el que va provocar en el pintor un interès que va voler compartir amb Tapiró en el viatge de 1871.
La nit del 30 d'octubre de 1874 Tapiró i Fortuny es van retratar mútuament amb un dibuix a la tinta que, segons va certificar sobre el mateix dibuix Cecília de Madrazo esposa de Fortuny, era el darrer retrat que aquest havia fet abans de morir el 21 de novembre de 1874.
Després de la mort de Fortuny, Tapiró va participar en la liquidació dels béns materials i artístics del seu company des de París on va estar instal·lat els primers mesos de 1875. Va anar a continuació a Reus a veure la seva família i a organitzar la col·lecta popular per a la construcció d'un monument en honor de Fortuny.
Del seu amic va conservar com a record la paleta de treball que tenia exposada en una vitrina al seu estudi de Tànger.

## Trajectòria professional

### Estil
La seva obra ha estat sovint considerada des d'un tractament superficial per part dels historiadors, incorporant alguns dels prejudicis de modernitat que han afectat la pintura del segle xix. Però l'obra de Tapiró té una marcada personalitat i un estil formal propi.
Les tres grans etapes de la seva biografia marquen també els seus períodes estilístics diferents. Així, després d'una primera etapa de formació bàsica a Reus i Barcelona, va ser a Roma on es comença a forjar el seu estil i adquireix un cert reconeixement, potser massa condicionat per la figura del seu amic Fortuny. Per acabar, després de la mort d'aquest i el seu trasllat definitiu a Àfrica, comença la fase més madura i de major transcendència internacional.
L'any 1875, Güell i Mercader destacava a La Ilustración Española y Americana la presència espanyola a l'exposició de pintura i escultura organitzada a Roma pel Cercle Artístic Internacional i recollia l'evolució que havia suposat per Tapiró l'estada romana deixant enrere l'etapa de "bon copista" per a definir un estil «caracteritzat generalment per les gradacions amb què s'harmonitzen els tons, fugint de les contraposicions i efectes brillants i rebuscats, aportant unitat a la varietat. Destaca la finesa de l'execució per la subtilesa d'alguns detalls i per aquest color italià veritablement artístic que l'envolta com una atmosfera misteriosa».
La seva pintura en aquesta època no era gens sofisticada ni pretensiosa, però amb la capacitat de provocar «una fascinació irresistible a la imaginació de qui s'atura a contemplar-les».
Tapiró va ser el primer artista a tractar en profunditat la temàtica orientalista i corona l'enfocament pictòric a la cultura d'Àfrica del Nord que havia iniciat el seu camarada Fortuny, del qual pren el relleu establint-se permanentment al Marroc per pintar-hi la societat magrebina amb versemblança i objectivitat, i no pas com un somni oriental fantasiós. És de fet tot el contrari d'aquesta fantasia oriental, ja que reflecteix, simplement però de manera magistral, el seu entorn diari sense tòpics literaris ni apriorismes falsejadors. El seu estil gairebé arriba a l'hiperrealisme, amb una objectivitat propera a un caràcter etnogràfic evident. Un fet que ha estat vist per alguns crítics -com J.A. Gaya- com un acte d'ostentació del domini de la seva tècnica, però mancat de valor artístic. Amb tot, alguns dels seus retrats són considerats avui com a documents antropològics que testifiquen un interès gairebé científic cap a la societat marroquina. Fou l'últim pintor europeu a representar el Marroc abans del Protectorat.

### Exposicions en vida i èxit internacional
La importància de la pintura orientalista en el context internacional, especialment en el món anglosaxó, va ser molt destacada al darrer quart del segle xix. Va ser a Anglaterra, França i els Estats Units on s'ubicaven els principals compradors i d'on provenia el turisme que visitava països islàmics atrets per les imatges que l'art els subministrava.

La instal·lació del pintor a Tànger el converteix en el primer pintor de l'estat espanyol en establir-se al continent africà. Tapiró se sap integrar en el que, l'erudit reusenc Francesc Gras i Elias el 1899, descrivia com "El seu somni perpetu era Tànger, banyar-se en el sol del migdia, contemplar de prop el que resta de la poesia oriental", i ben aviat, fou reconegut com el pintor amb més reputació de la ciutat i precursor d'una escola de pintors espanyols que van residir a Tànger.
El mercat anglosaxó, membres de la comunitat jueva i turistes adinerats es meravellaven amb les pinzellades realistes que reflectien un univers exòtic i desconegut per a la burgesia anglesa i nord-americana del moment. Bona part dels retrats de personalitats magribines il·lustres es van vendre en aquests països i en el moment de màxim auge de la seva carrera, Tapiró exposava cada any a la capital britànica.
Una mostra d'aquesta extensa projecció internacional és palesa a les exposicions internacionals que li van permetre difondre la seva obra, principalment, fora d'Espanya. Algunes van ser:
- 1875 Roma, al Cercle Artístic Internacional, on va presentar L'hort de les pomes d'or i El gaiter àrab.[38]
- 1878 París, participa en l'Exposició Universal de París amb la primera obra orientalista ambiciosa de títol Els preparatius del casament de la filla del xerif de Tànger.[21]
- 1879 Londres, participa en l'exposició de Belles Arts amb l'obra Bandits Àrabs.[44]
- 1883 Londres, a l'octubre va participar junt amb José Villegas i Baldomer Galofre a la Nineteeth Annual Exhibition of Watercolour Drawings by British and Foreign Artist a la Thomas McLean's Gallery de Londres.[45]
- 1884 Barcelona, participa en la Primera Exposició de Belles Arts de la Sala Parés amb l'obra Palau Colonna en visitar-lo el Cardenal Visseinan.[46]
- 1885 Londres, exposa a la galeria de Myers & Son i presenta les aquarel·les al príncep de Gal·les, a Marlborough House.
- 1886 Barcelona, exposa al Cercle del Liceu.[47]
- 1887 Al final de juny fa una exposició als salons del Lanham Hotel, de Londres. Guanya una medalla de tercera classe a l'Exposició Nacional de Belles Arts (Madrid).
- 1889 A la primavera obté un diploma honorífic a l'Exposició Espanyola de Londres i, poques setmanes més tard, és guardonat amb una segona medalla a l'Exposició Universal de París on va presentar dos retrats i una obra costumista anomenada Salem, Fàtima i Els bandits de Soos.[48]
- 1893 Chicago, va obtenir la medalla única a la World's Columbian Exhibition de Chicago amb l'obra Núvia mora,[49] si bé també havia presentat Els bandits del Sus.[50]
- 1896 Barcelona i Londres, guanya una segona medalla a la tercera Exposició de Belles Arts i Indústries Artístiques de Barcelona.[39] El mes de juny penja obres a l'exposició anual de la Royal Academy.
- 1897 Londres, exposa a la Thomas McLean's Gallery i participa en l'exposició anual de la Royal Academy de Londres.
- 1902 Londres, Exposició a la Grave's Gallery.
- 1905 París, va presentar al Saló de París dues obres: "Captaire moro" i "Moro negre". Aquest va ser el darrer cop que va participar en aquest certamen.[25]
- 1907. El mes de juny s'instal·la a Madrid. Participa en la X Exposició Biennal del Círculo de Bellas Artes de Madrid.
- 1912. Exposició de Pintura Espanyola de Buenos Aires, amb un parell de retrats, «El Kaid Yach el Kina de Marraqueix» i «Sidi El Jach, Mohamed Benan». També pren part en una mostra al Centre Republicà de Reus i, a més, penja obres en una exposició col·lectiva al Centre de Lectura de Reus.

### Oblit i reconeixement pòstum

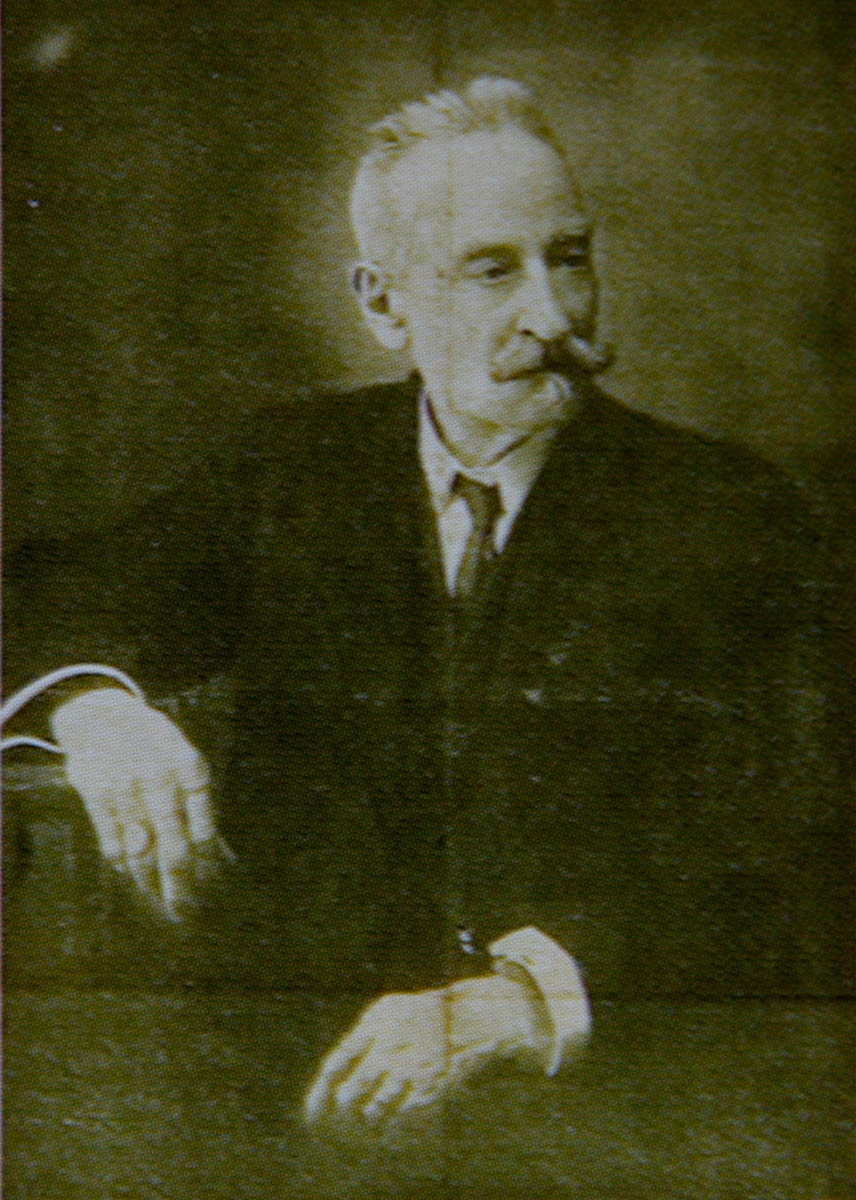
Retrat aparegut al diari El Porvenir de Tànger amb motiu de la seva mort

La figura de Josep Tapiró ha sofert, des de la seva mort, un oblit que tot just s'ha començat a recuperar en els darrers anys, quasi un segle després. Han estat diversos els factors que han contribuït a aquest fet.
Després de la guerra d'Àfrica, documentada gràficament per Fortuny a La batalla de Tetuan i a La batalla de Wad-Ras, els temes marroquins van deixar d'interessar a la península. Una tendència que explica que la producció de Tapiró durant els anys que hi va viure no fos reclamada pel públic espanyol. A més de tenir un efecte en l'elecció de mercat que el pintor va fer en vida, va ser una més de les raons que va accelerar l'oblit després de la seva mort i motiu pel qual se'l va estudiar i reivindicar poc.
Si, com s'ha vist, això no era motiu que afectés el seu reconeixement europeu, els canvis de les tendències artístiques del tombant de segle amb un abanderament de les avantguardes desplacen Tapiró dels seus circuits habituals. Esdevé un artista demodé que representava els convencionalismes del segle xix. Es negava a l'evolució del seu estil, mentre criticava i s'enfrontava amb els pintors modernistes espanyols.
Els seus darrers anys de vida comptava tan sols amb el reconeixement local on era considerat un dels personatges més destacats de la ciutat. Pràcticament sense ingressos, va haver de malvendre les seves obres i pràcticament implorar un suport institucional al seu taller en unes cartes dirigides el 1906 al ministre d'Estat i president de la Conferència d'Algesires.
Fins i tot la seva influència a la ciutat de Tànger es va diluir de la mà d'una europeïtzació i apertura reforçada per la presència africana de joves pintors com Henri Matisse que s'acostaven al Marroc a la recerca d'inspiració i aportaven una visió avantguardista contrària a l'esperit inicial de l'època daurada de Tapiró.
Per acabar, la seva mort coincideix amb l'etapa del Protectorat; quan aquest finalitza, es produeix la independència del Marroc i amb ella la voluntat per esborrar un passat colonial. Des de la visió peninsular, Tapiró havia passat quasi quaranta anys fora de la seva terra i dels circuits d'exposicions i premis nacionals, per situar-se en l'esfera internacional, un fet que, lluny de ser reconegut, va ser motiu d'oblit.
Aquest conjunt de circumstàncies i la dispersió de la seva obra, principalment, en col·leccions particulars, han estat la causa del poc reconeixement històric obtingut i que es pot concretar en:
- L'any 1954 la Diputació de Tarragona va crear el "Premi Tapiró de Pintura".[53]
- A Reus, la seva ciutat natal hi ha un carrer i un Institut que tenen el seu nom.[54] La ciutat el va nomenar Fill il·lustre.[55]
- El 2014, amb motiu del centenari de la seva mort, s'organitzen dues exposicions: Josep Tapiró. Pintor de Tànger al Museu d'Art i Història de Reus[11] i al Museu Nacional d'Art de Catalunya.[23][56]

## Obra
La forta comercialització internacional de la seva obra, majoritàriament en mans de particulars, ha dificultat la creació d'un catàleg raonat. Durant els anys de la seva etapa tangerina, Tapiró produïa cinc o sis aquarel·les anuals per a vendre a la seva ruta europea.
Se'l troba present a les col·leccions del:
- Museu Nacional d'Art de Catalunya
  - 1890s Núvia berber
  - 1890s El santó darcawi de Marràqueix
- Museo del Prado[57]
  - L'amor i el joc, oli sobre tela, 93 x 71 cm (cedit al Museu Municipal de San Telmo, Sant Sebastià).
  - 1890s Santó darcawi, aquarel·la, 68 x 46 cm, (cedit al Museu d'Art Modern Jaume Morera, Lleida).
  - 1890s Parache, el ballarí, aquarel·la, 68 x 47 cm (cedit al Consolat d'Espanya en Tànger)
- Museu d'Art Dahesh de Nova York[58]
  - 1891 Bellesa de Tànger. Aquarel·la
- Walters Art Museum
  - 1870s Dos músics de carrer. Aquarel·la

Obra de la primera etapa
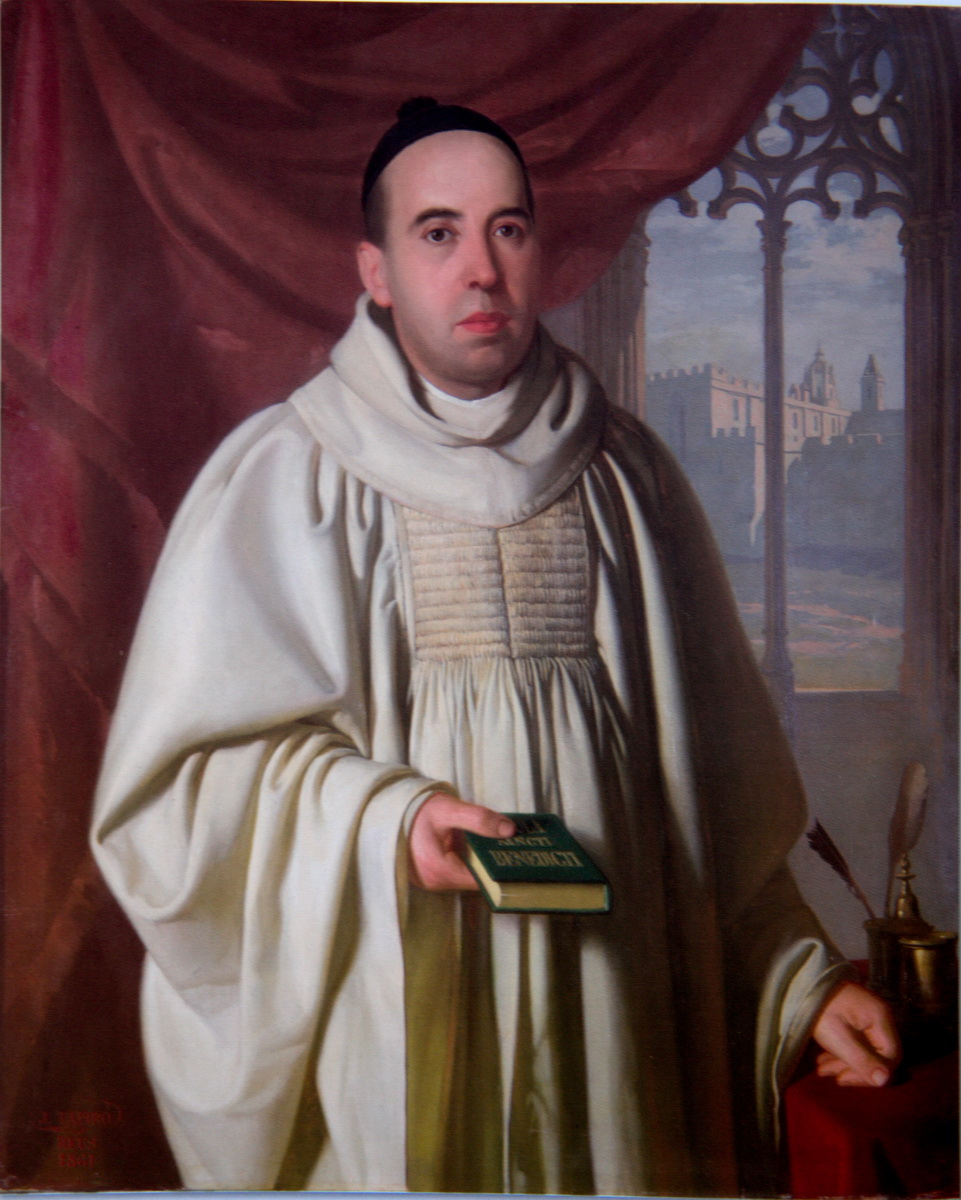
Germà Gregori de Santes Creus (col. Ramon Vidiella)
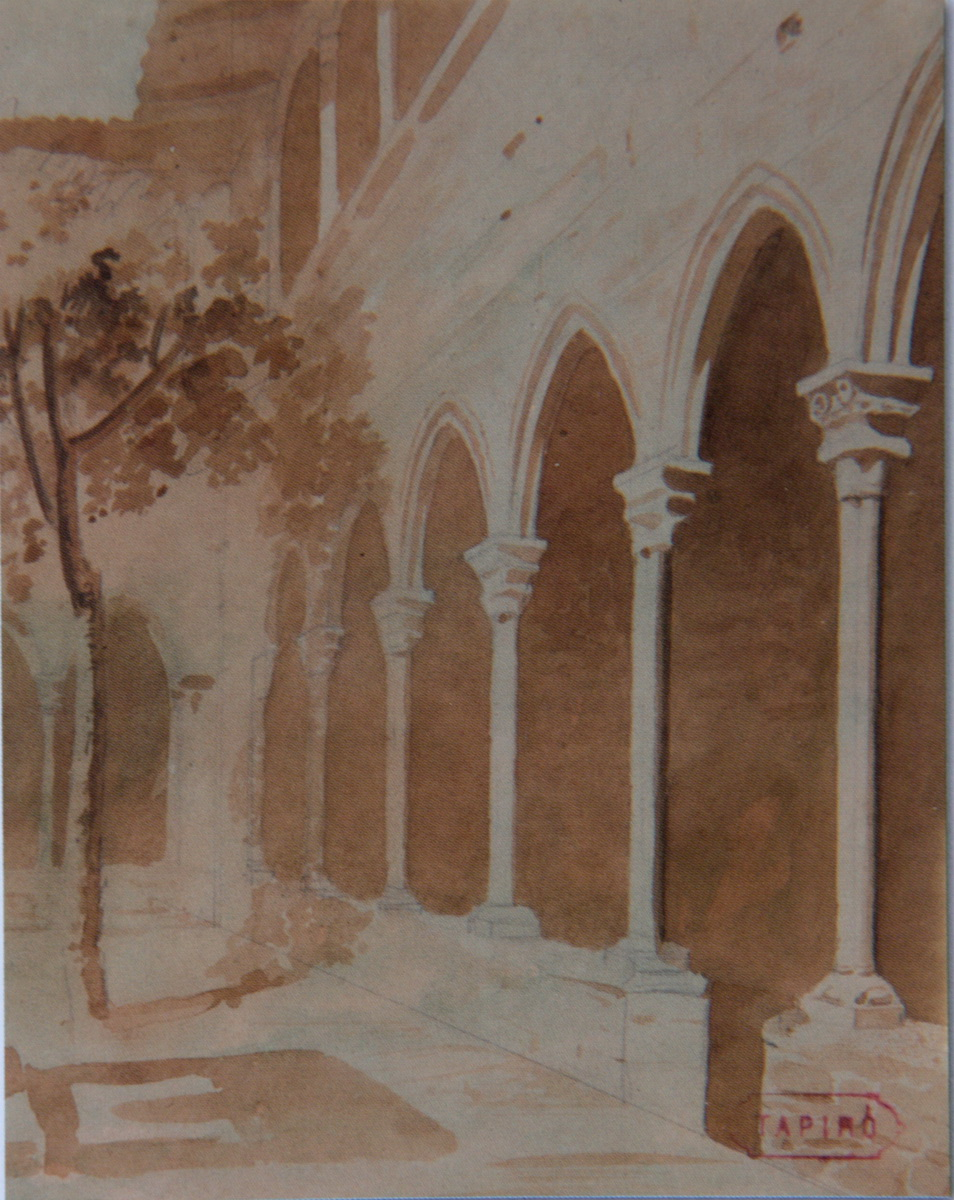
Claustre (col. N.S.)
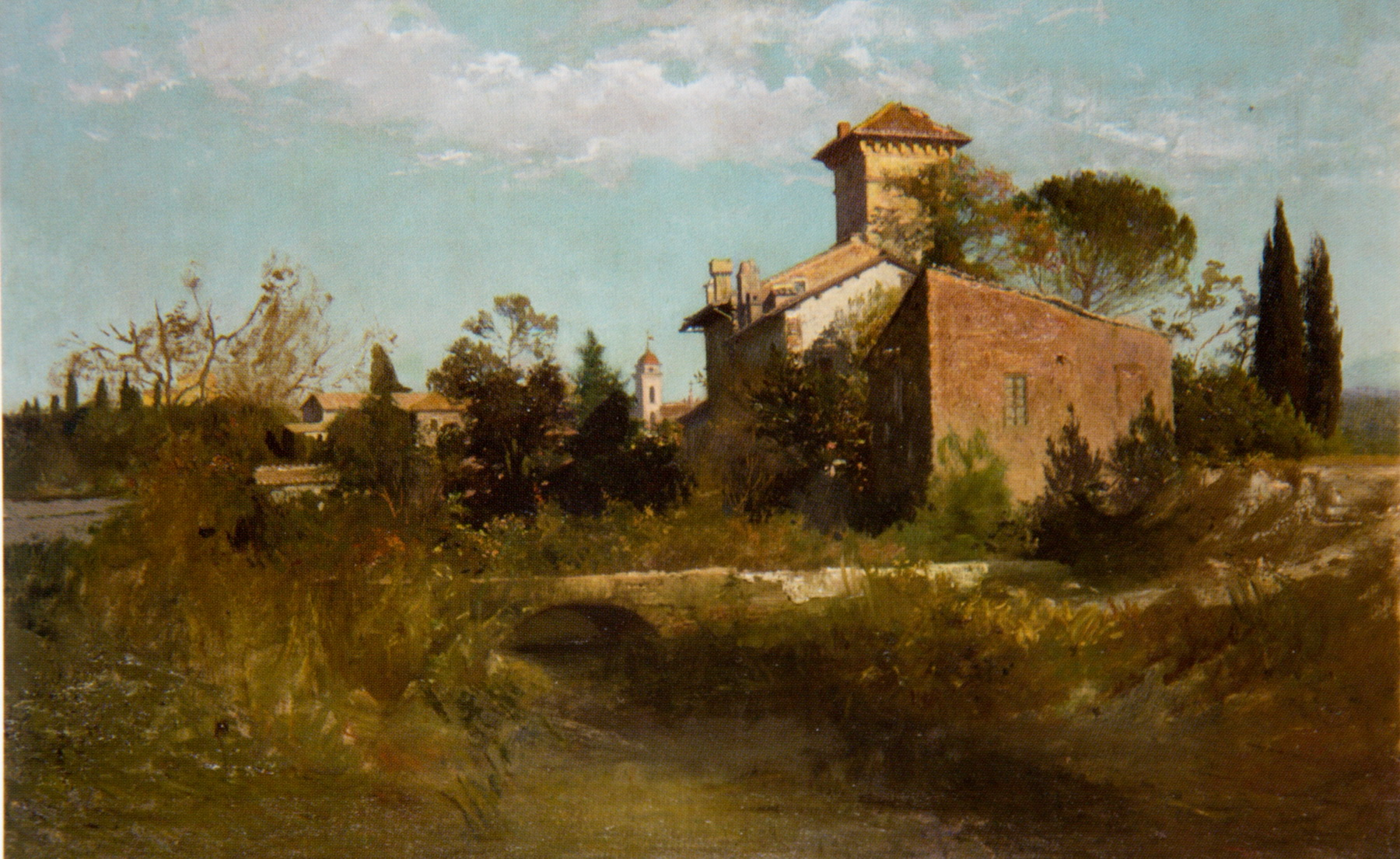
Masia. Oli (col. Joan-Enric Vidiella)

Obra de l'etapa a Roma
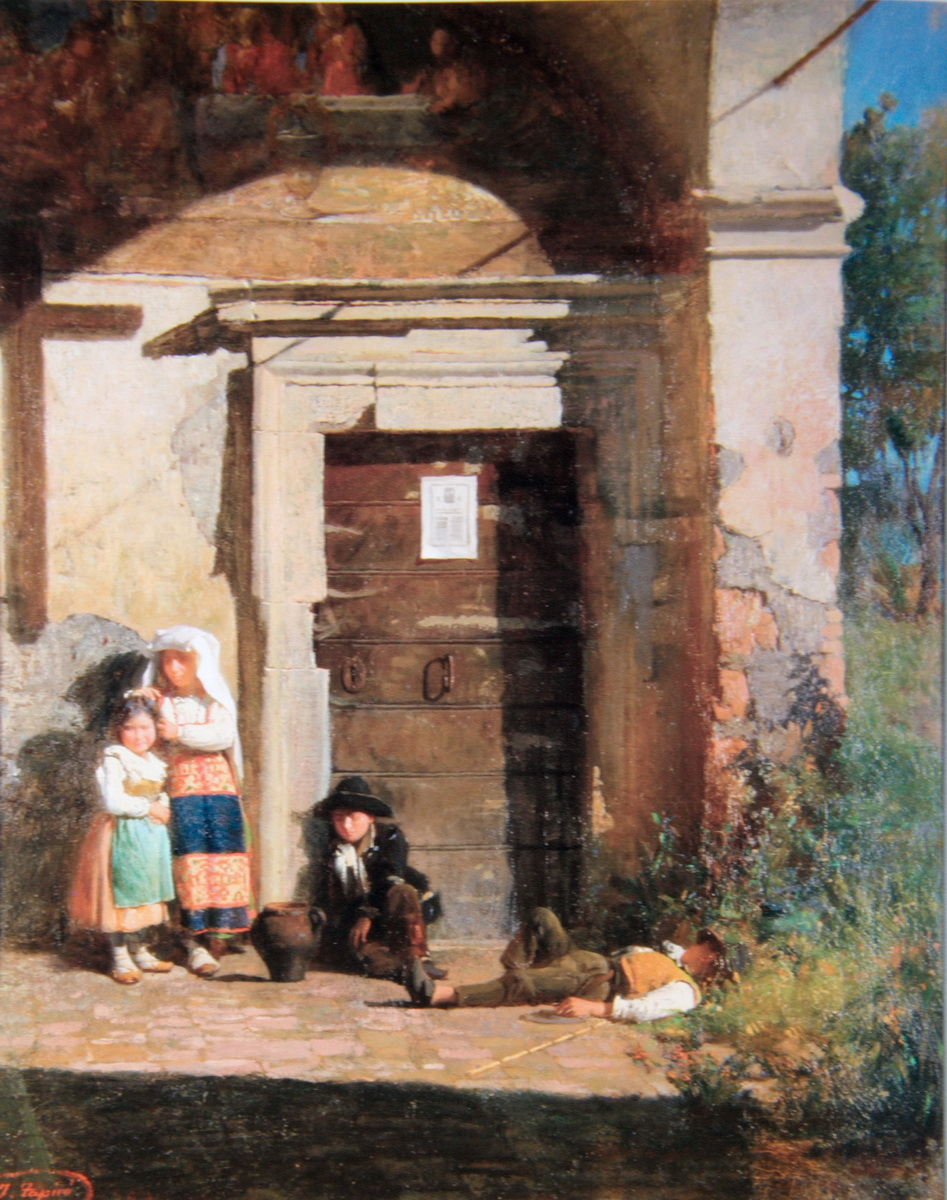
Nens sota porxada (1860s) (Museu d'Art i Història de Reus)
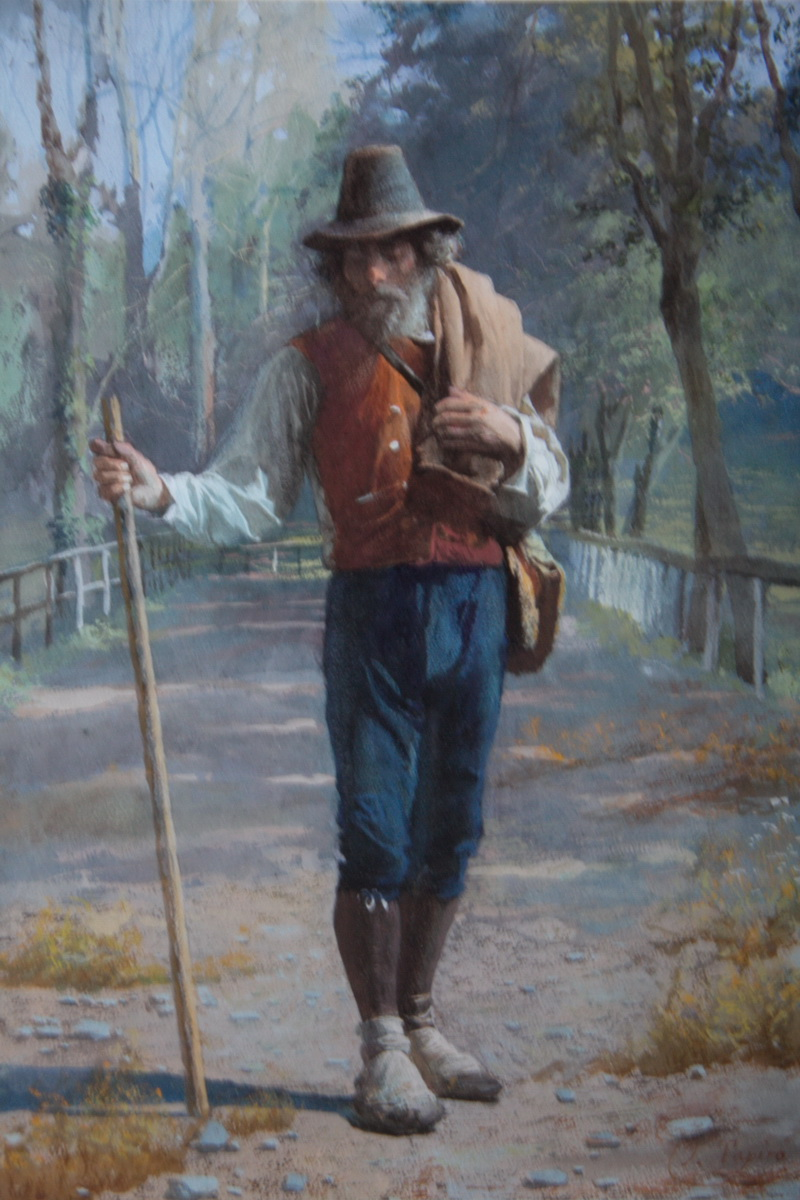
Brigadista del sud d'Itàlia (1860s) (col. part.)
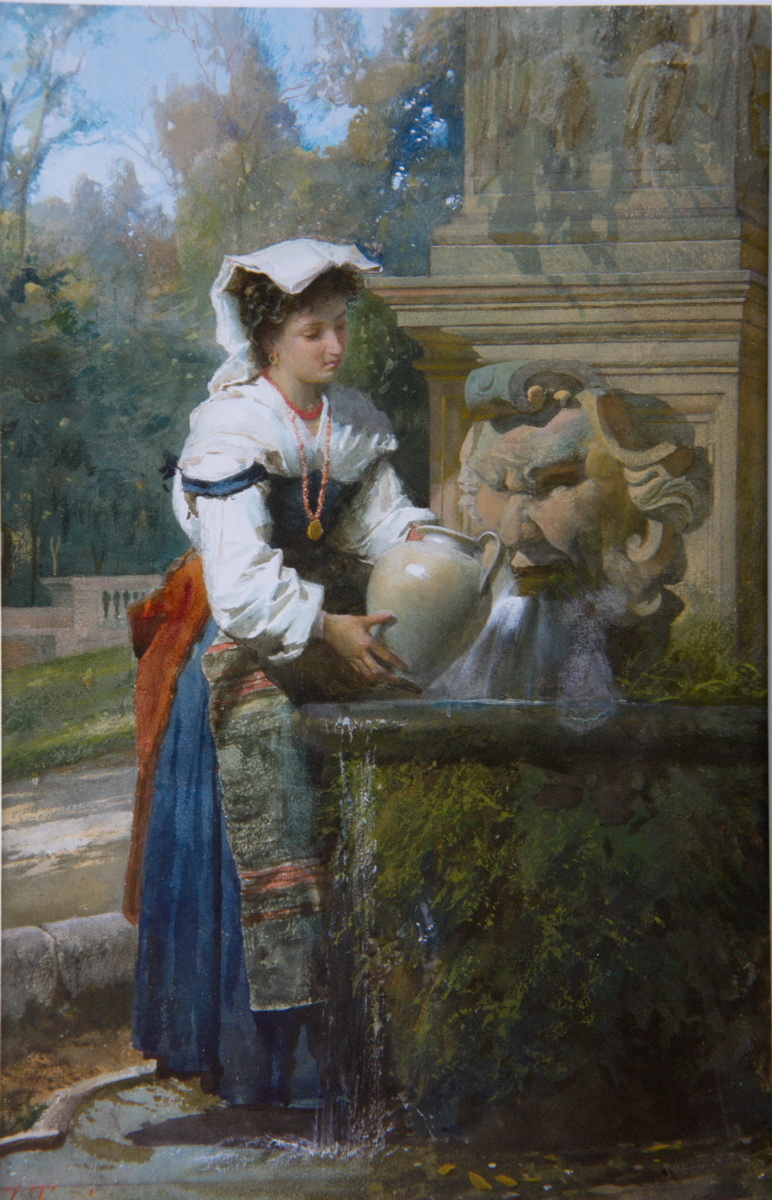
Camperola omplint el càntir (1860s) (col. Joan-Enric Vidiella)
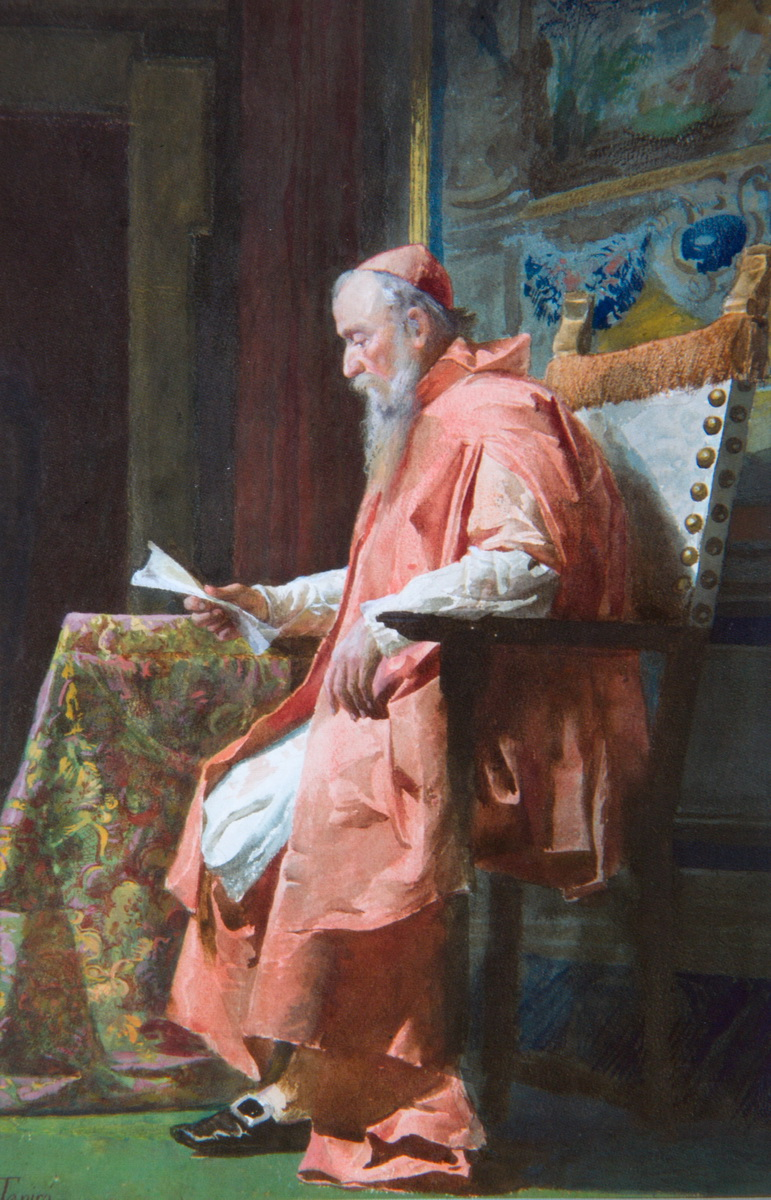
Cardenal Vallverdú (1860s) (col. part.)
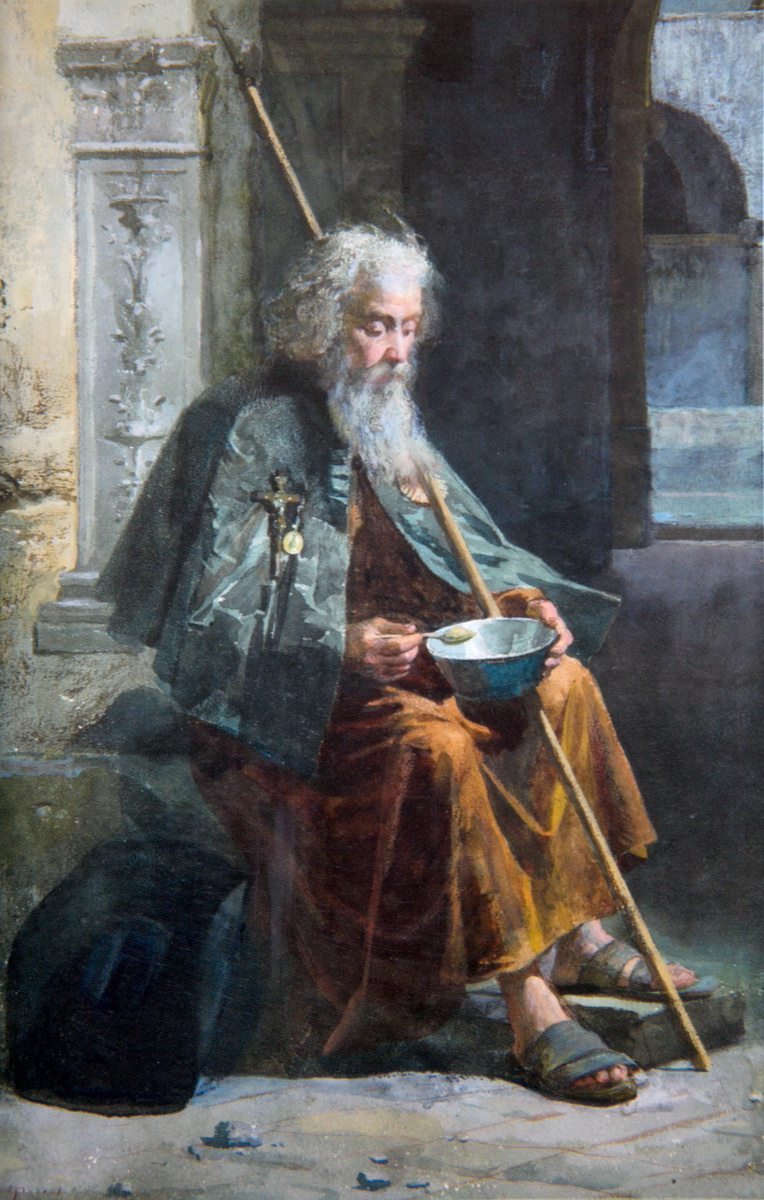
Àpat del pelegrí (1860s) (col. Joan-Enric Vidiella)

| Imatge | Dades | Dades | Imatge | Dades                            | Dades                            |
| --- | --- | --- | --- | -------------------------------- | -------------------------------- |
| | El Morabit | El Morabit | | La núvia berber                  | La núvia berber                  |
| 1890s | aquarel·la | 1883 | aquarel·la |                                  |                                  |
| col·lecció particular | col·lecció particular | Museu Nacional d'Art de Catalunya | Museu Nacional d'Art de Catalunya |                                  |                                  |
| Retrat amb gran realisme d'algun dels santons que predicaven pels carrers de Tànger. Per als orientalistes aquesta mena de personatges, que tenien una gran presència en la societat magribina precolonial, representaven el vessant més atàvic i exòtic del món islàmic i per aquesta raó sovint es van convertir en tema de les obres dels artistes que visitaven el nord d'Àfrica. | Retrat amb gran realisme d'algun dels santons que predicaven pels carrers de Tànger. Per als orientalistes aquesta mena de personatges, que tenien una gran presència en la societat magribina precolonial, representaven el vessant més atàvic i exòtic del món islàmic i per aquesta raó sovint es van convertir en tema de les obres dels artistes que visitaven el nord d'Àfrica. | És un dels retrats més coneguts i característics de l'obra tangerina. Presenta una núvia enjoiada a la manera tradicional bo i copsant amb detall el magnífic vestuari del cerimonial. Aquesta obra fou exposada a Londres amb succés i mostrada als prínceps de Gal·les a finals del mes de juliol de 1883. El mes següent va ser adquirida pel col·leccionista reusenc Ferran Miró. L'any 1948, els seus hereus el van donar als Museus d'Art de Barcelona.                                              | És un dels retrats més coneguts i característics de l'obra tangerina. Presenta una núvia enjoiada a la manera tradicional bo i copsant amb detall el magnífic vestuari del cerimonial. Aquesta obra fou exposada a Londres amb succés i mostrada als prínceps de Gal·les a finals del mes de juliol de 1883. El mes següent va ser adquirida pel col·leccionista reusenc Ferran Miró. L'any 1948, els seus hereus el van donar als Museus d'Art de Barcelona.                                              |                                  |                                  |
| | Retrat del santó darcawi de Marràqueix | Retrat del santó darcawi de Marràqueix | | Retrat del xerif                 | Retrat del xerif                 |
| 1895 | aquarel·la | 1900s | aquarel·la |                                  |                                  |
| Museu Nacional d'Art de Catalunya | Museu Nacional d'Art de Catalunya | Reus. Col·lecció particular | Reus. Col·lecció particular |                                  |                                  |
| Amb el llarg títol Retrato del santón darcaguy, fanático moro de Marrakech, activo e influyente predicador de la guerra santa, Tapiró va donar a conèixer aquesta magnífica aquarel·la a la Biennal del Círculo de Bellas Artes de Madrid la tardor de 1907. Els darcawa eren contraris a la colonització. Alguns, per combatre-la, van propagar la idea de la lluita contra l'infidel. Just quan s'exposà aquesta obra, feia poc que a Marràqueix hi havia hagut tot un seguit d'atacs a europeus amb conseqüències fatals, els quals tingueren un gran ressò internacional.             | Amb el llarg títol Retrato del santón darcaguy, fanático moro de Marrakech, activo e influyente predicador de la guerra santa, Tapiró va donar a conèixer aquesta magnífica aquarel·la a la Biennal del Círculo de Bellas Artes de Madrid la tardor de 1907. Els darcawa eren contraris a la colonització. Alguns, per combatre-la, van propagar la idea de la lluita contra l'infidel. Just quan s'exposà aquesta obra, feia poc que a Marràqueix hi havia hagut tot un seguit d'atacs a europeus amb conseqüències fatals, els quals tingueren un gran ressò internacional.             | Tapiró va aconseguir retratar alguns dels personatges més respectats de la societat musulmana, un fet que demostra la confiança i la integració de l'artista en aquella realitat magribina. La seva amistat amb la família Duccali o amb el xerif d'Ouazan l'ajudà a introduir-se en la societat tradicional per tal de poder-la pintar amb objectivitat. Algun cop, però, va haver de disfressar-se per poder veure d'amagat alguna escena del món femení.                                                | Tapiró va aconseguir retratar alguns dels personatges més respectats de la societat musulmana, un fet que demostra la confiança i la integració de l'artista en aquella realitat magribina. La seva amistat amb la família Duccali o amb el xerif d'Ouazan l'ajudà a introduir-se en la societat tradicional per tal de poder-la pintar amb objectivitat. Algun cop, però, va haver de disfressar-se per poder veure d'amagat alguna escena del món femení.                                                |                                  |                                  |
| | Núvia | Núvia | | Noia tangerina                   | Noia tangerina                   |
| 1900s | aquarel·la | 1900s | aquarel·la |                                  |                                  |
| Museu d'Art i Història de Reus | Museu d'Art i Història de Reus | col·lecció particular | col·lecció particular |                                  |                                  |
| | | | |                                  |                                  |
| | Santó darcawi de Tafilalt | Santó darcawi de Tafilalt | | Noia tangerina                   | Noia tangerina                   |
| 1895-1900 | aquarel·la | 1891 | aquarel·la |                                  |                                  |
| Museu del Prado | Museu del Prado | Museu d'Art Dahesh de Nova York | Museu d'Art Dahesh de Nova York |                                  |                                  |
| Aquesta aquarel·la presenta un faquih o adepte de la confraria darcawa. Aquests místics mendicants practicaven els preceptes sufís de Al-'Arabî Ad-Darcawi, que va viure al Marroc a finals del segle xviii i va morir l'any 1823. Ad-Darcawi fou un renovador del gran orde sufí de Shâdhili. Els seus nombrosíssims deixebles van difondre el seu pensament per tot el nord d'Àfrica i van fundar moltes zawiyas (cenobis) que encara actualment continuen actives. | Aquesta aquarel·la presenta un faquih o adepte de la confraria darcawa. Aquests místics mendicants practicaven els preceptes sufís de Al-'Arabî Ad-Darcawi, que va viure al Marroc a finals del segle xviii i va morir l'any 1823. Ad-Darcawi fou un renovador del gran orde sufí de Shâdhili. Els seus nombrosíssims deixebles van difondre el seu pensament per tot el nord d'Àfrica i van fundar moltes zawiyas (cenobis) que encara actualment continuen actives. | Aquest és un dels millors retrats femenins de Tapiró. El pintor reprodueix amb una versemblança extraordinària el vestit i les joies que porta la noia. A més, fa un estudi acurat de la fesomia, cosa que contribueix a la notable immediatesa de la imatge. El marc, que és l'original, conté la data del calendari musulmà de 1309, que en gregorià correspon a l'any 1891. Aquesta aquarel·la durant molts anys fou una de les obres estrella de la col·lecció del magnat nord-americà Malcolm Forbes. | Aquest és un dels millors retrats femenins de Tapiró. El pintor reprodueix amb una versemblança extraordinària el vestit i les joies que porta la noia. A més, fa un estudi acurat de la fesomia, cosa que contribueix a la notable immediatesa de la imatge. El marc, que és l'original, conté la data del calendari musulmà de 1309, que en gregorià correspon a l'any 1891. Aquesta aquarel·la durant molts anys fou una de les obres estrella de la col·lecció del magnat nord-americà Malcolm Forbes. |                                  |                                  |
| | Festa dels Issawa | Festa dels Issawa | | Parache el ballarí de Marràqueix | Parache el ballarí de Marràqueix |
| 1885 | aquarel·la | 1895-1900 | aquarel·la |                                  |                                  |
| París. Col·lecció particular | París. Col·lecció particular | Museu del Prado | Museu del Prado |                                  |                                  |
| Representa l'impactant seguici anual de la confraria religiosa dels issawa, que ja havia estat palesat per artistes com Eugène Delacroix o el mateix Marià Fortuny, i descrit per molts viatgers vuitcentistes. Tapiró en fa una descripció exacta, quasi fotogràfica. Mostra els adeptes quan entren a la medina de Tànger per la porta Bab Rabba i desfilen en processó, alguns en estat de paroxisme, pel cèntric carrer Shiaguin cap a la seva zawiyah (cenobi), propera a la Mesquita Nova. Aquesta pintura es pot considerar un dels millors testimonis visuals d'aquesta tradició. | Representa l'impactant seguici anual de la confraria religiosa dels issawa, que ja havia estat palesat per artistes com Eugène Delacroix o el mateix Marià Fortuny, i descrit per molts viatgers vuitcentistes. Tapiró en fa una descripció exacta, quasi fotogràfica. Mostra els adeptes quan entren a la medina de Tànger per la porta Bab Rabba i desfilen en processó, alguns en estat de paroxisme, pel cèntric carrer Shiaguin cap a la seva zawiyah (cenobi), propera a la Mesquita Nova. Aquesta pintura es pot considerar un dels millors testimonis visuals d'aquesta tradició. | Tapiró representà els personatges magribins més pintorescos i populars, entre els quals destaquen els adeptes gnawa com Parache. La confraria dels gnawa, formada per descendents d'antics esclaus, estaven especialitzats a curar malalties i mals d'ull mitjançant la música i el ball. El pintor, atesa la seva indumentària exòtica, en retrata diversos cops, tot recreant-se en la descripció molt detallada dels seus vestits i ornaments.                                                          | Tapiró representà els personatges magribins més pintorescos i populars, entre els quals destaquen els adeptes gnawa com Parache. La confraria dels gnawa, formada per descendents d'antics esclaus, estaven especialitzats a curar malalties i mals d'ull mitjançant la música i el ball. El pintor, atesa la seva indumentària exòtica, en retrata diversos cops, tot recreant-se en la descripció molt detallada dels seus vestits i ornaments.                                                          |                                  |                                  |